# 李希贵
李希贵（1959年10月—），男，汉族，山东高密人，中国教育家，现任北京第一实验学校校长，曾为北京十一学校联盟总校校长、海淀教育战略性人才培养基地主持人，其有影响力的观点包括“在连接中寻找教育的生产力”、“营造良好生态，学校要有所不为”等。

## 生平
李希贵1980年12月参加工作，1984年9月加入中国共产党，历任山东省高密四中语文教师、副校长、校长，1995至2001年任高密一中校长，1997至2001年兼任高密市教委主任，2001至2006年任山东省潍坊市教育局局长、党委书记（2003年8月起兼任潍坊职业学院党委书记）。2006年，李希贵离开山东，赴任教育部基础教育质量监测中心筹建负责人，2007至2019年任北京十一学校校长（后为北京十一学校联盟总校校长）、海淀教育战略性人才培养基地主持人。2019年8月从十一学校离任后，任北京第一实验学校校长。

## 社会兼职
兼任国家督学、国家基础教育课程教材专家工作委员会委员、教育部高等学校中学教师教育指导委员会委员、教育部语文课程标准修订专家组成员、中国教育学会教育实验研究分会副会长、北京师范大学教育家书院学术委员。2020年10月，担任教育部基础教育教学指导委员会副主任委员。2023年09月，担任中国教育学会第九届理事会学术委员会副主任委员。2024年06月，担任潍坊学院教育发展研究院顾问。
先后参与教育部《素质教育观念学习提要》编写组、教育部更新教育观念报告团、《国家中长期教育改革与发展纲要》起草调研组等工作。

## 奖项和荣誉
1995年，中华人民共和国国家教委、国家人事部授予"全国优秀教师"称号；2000年，中华人民共和国国务院授予"全国先进工作者"称号；2013年，北京市政府授予"北京市有突出贡献的科学技术管理人才"称号；2015年，享受中华人民共和国国务院特殊津贴；2016年，中共中央授予"全国优秀党务工作者"称号。

## 著作
- 《教育艺术随想录：学校管理工作手记》，知识出版社，1998年
- 《中学语文教改实验研究——语文实验室计划》，人民教育出版社，2001年
- 《为了自由呼吸的教育》，高等教育出版社，2005年
- 《36天，我的美国教育之旅》，华东师范大学出版社，2006年
- 《学生第一》，教育科学出版社，2011年
- 《新学校十讲》，教育科学出版社，2013年
- 《学校转型——北京十一学校创新育人模式的探索》，教育科学出版社，2014年
- 《面向个体的教育》，教育科学出版社，2014年